# Kočár (Libčany)
Rybník Kočár o rozloze vodní plochy 0,33 ha se nalézá na severozápadním okraji obce Libčany v okrese Hradec Králové. Rybníček je využíván pro chov ryb.

## Galerie

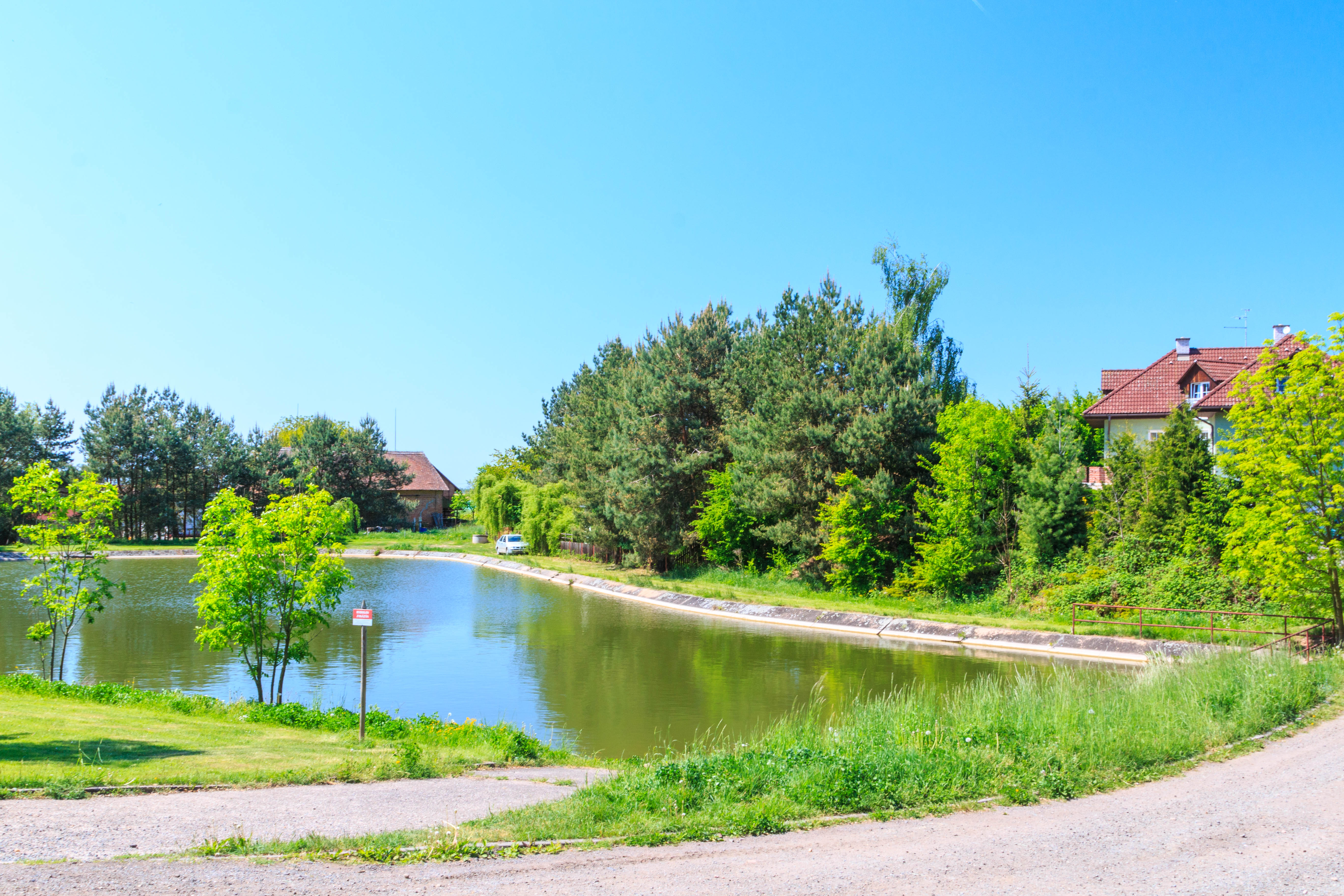
pohled na rybník Kočár v Libčanech
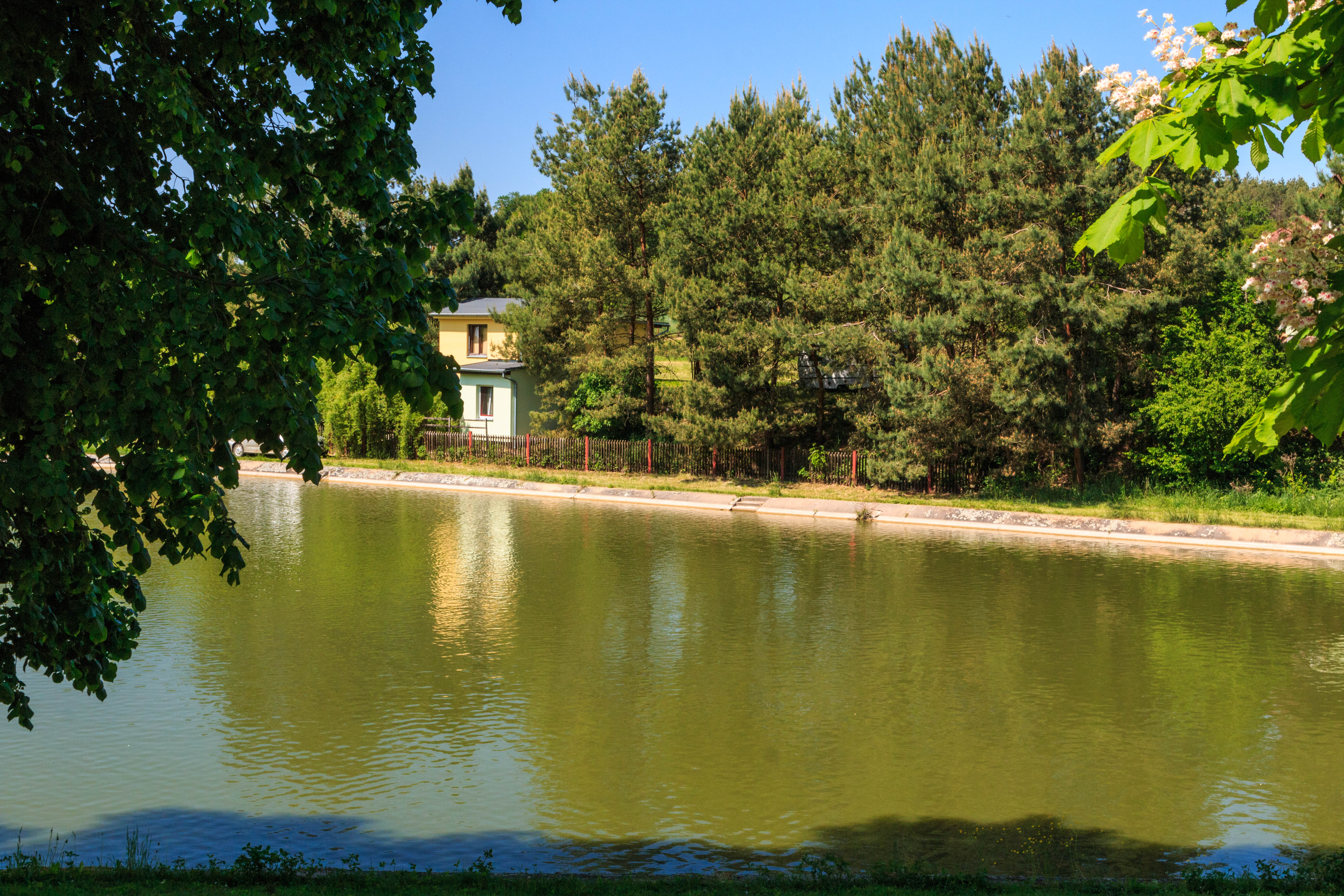
pohled na rybník Kočár v Libčanech
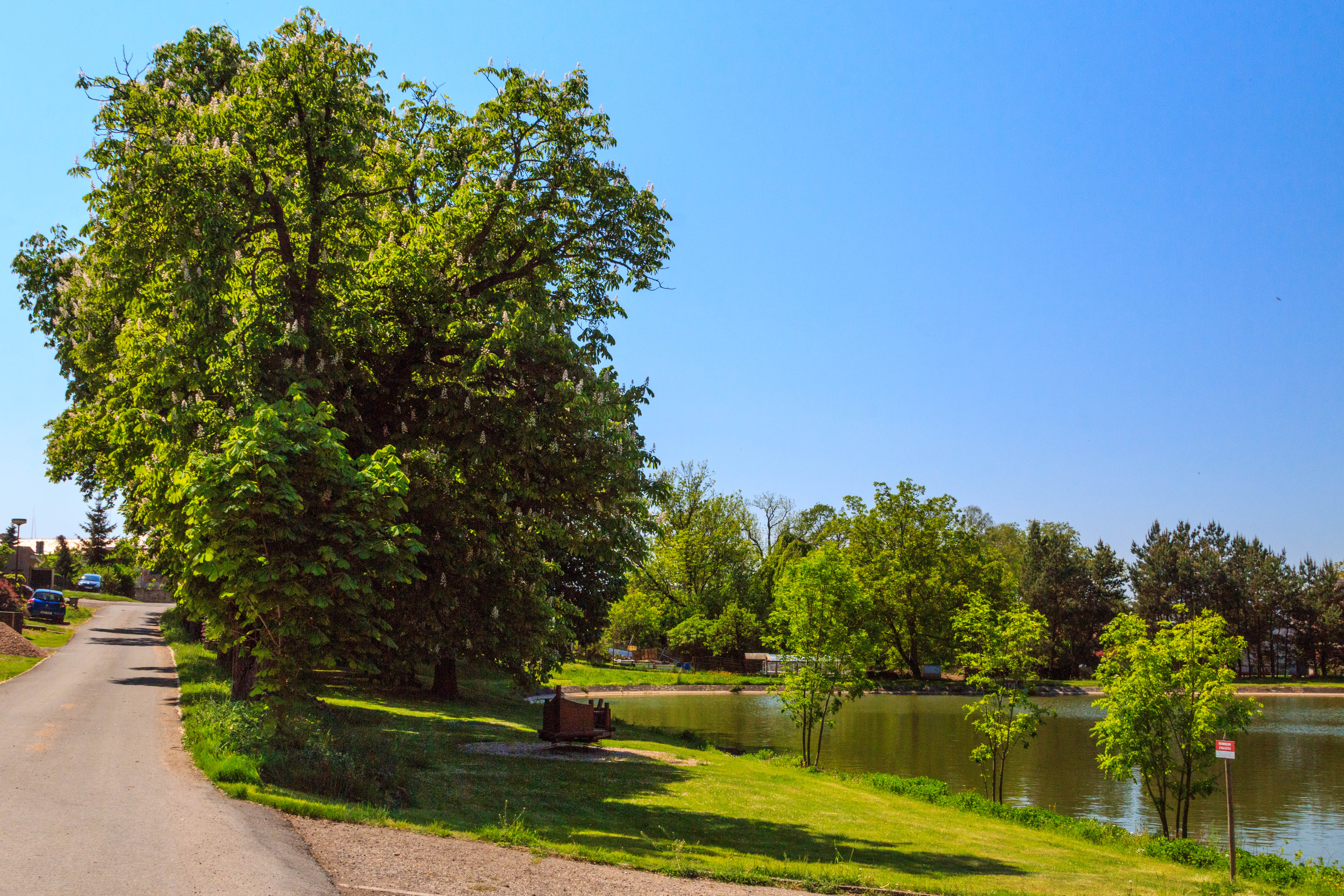
pohled na rybník Kočár v Libčanech